# Tours Chassagne et Alicante
Tour Chassagne und Tour Alicante sind die Namen zweier Zwillingswolkenkratzer an der Grenze zwischen den Pariser Vororten Puteaux und Nanterre in der Bürostadt La Défense. Zusammen mit dem benachbarten Büroturm Tour Granite bilden sie das Gebäudeensemble Tours Société Générale, welches der Unternehmenssitz der französischen Geschäftsbank Société Générale ist. Die beiden Wolkenkratzer verfügen jeweils über 37 Etagen. Beide Gebäude sind 167 Meter hoch und bieten zusammen eine Fläche von etwa 126.000 m². Entworfen wurden die Wolkenkratzer von den Architekten Michel Andrault, Pierre Parat und Nicolas Ayoub.
Die Bürotürme sind mit der Métrostation La Défense und dem Bahnhof La Défense an den öffentlichen Nahverkehr im Großraum Paris angebunden.

## Galerie

Die Türme im Jahr 2018